# KDE Plasma 6
KDE Plasma 6 – szósta generacja środowiska graficznego stworzonego przez KDE. KDE Plasma 6 jest następcą KDE Plasma 5 i została wydana po raz pierwszy 28 lutego 2024 roku.

## Przegląd
KDE Plasma 6 używa bibliotek Qt 6 oraz KDE Frameworks 6. Został dodany nowy motyw dźwiękowy Ocean, zastępując motyw dźwiękowy Tlen. Została wprowadzona też częściowa obsługa HDR i korekty ślepoty barw. Ponadto Wayland został domyślną sesją graficzną. Ulepszone zostały również aplikacje Odkrywca oraz Ustawienia. Przywrócono również efekt kostki 3D.

## Wydania
Nowe wydania są planowane co 4 miesiące (3 razy w roku). Ale może mogą pojawić się dwa wydania rocznie.
Normalne wydania przestaną otrzymywać poprawki błędów, gdy tylko pojawi się nowe wydanie. Wyjątkiem od tej reguły są wydania LTS.
| Wersja | Data wydania     | Podstawowe zmiany                      |
| ------ | ---------------- | -------------------------------------- |
| 6.0    | 28 lutego 2024   | Pierwsze wydanie                       |
| 6.0.1  | 5 marca 2024     | Pierwsze wydanie poprawkowe Plasmy 6   |
| 6.0.2  | 12 marca 2024    | Drugie wydanie poprawkowe Plasmy 6     |
| 6.0.3  | 26 marca 2024    | Trzecie wydanie poprawkowe Plasmy 6    |
| 6.0.4  | 16 kwietnia 2024 | Czwarte wydanie poprawkowe Plasmy 6    |
| 6.1    | 18 czerwca 2024  | Pierwsze wydanie Plasmy 6.1            |
| 6.1.1  | 25 czerwca 2024  | Pierwsze wydanie poprawkowe Plasmy 6.1 |
| 6.1.2  | 2 lipca 2024     | Drugie wydanie poprawkowe Plasmy 6.1   |
| 6.1.3  | 16 lipca 2024    | Trzecie wydanie poprawkowe Plasmy 6.1  |
| 6.1.4  | 12 sierpnia 2024 | Czwarte wydanie poprawkowe Plasmy 6.1  |
| 6.1.5  | 10 września 2024 | Piąte wydanie poprawkowe Plasmy 6.1    |